# Sulla pietà (Filodemo)
Sulla pietà (noto anche come De pietate) è un trattato di Filodemo di Gadara.

## Origine del testo
Il rotolo di papiro contenente la prima parte del De Pietate fu srotolato nel 1787, mentre solo successivamente fu srotolato PHerc. 1428 che contiene la fine della seconda parte del trattato.
Quando la prima parte del volume fu tagliata, alle due metà furono per qualche motivo assegnati numeri di catalogo diversi e trascritte separatamente, con un intervallo di quasi due decenni che separava le trascrizioni. Una metà, denominata PHerc. 1077, fu redatta in due distinte occasioni tra il 1787 e il 1809; poco dopo, il canonico inglese John Hayter fuggì da Napoli con diversi frammenti di papiro e la serie completa di apografi, che ora sono nella Bodleiana. Il governo borbonico di Napoli fece realizzare un'altra serie di disegni dai frammenti superstiti, ma non prima che i bordi della metà esterna fossero stati in qualche modo gravemente danneggiati. Solo nel 1825 i tecnici italiani passarono al PHerc. 1098, l'altra metà del rotolo originale, ora ritenuta un documento separato.

## Contenuto
Il De pietate è diviso in due parti, la prima delle quali si occupa della critica epicurea alla teologia di poeti e filosofi, con ampie citazioni (secondo il caratteristico metodo compilativo di Filodemo) e la seconda offre una sintesi della teologia epicurea. Filodemo sostiene che Epicuro credeva, o almeno accettava, l'esistenza degli dei, intesi come stati ricorrenti ed esistenti della materia, che producono e in un certo senso creati dai concetti mentali ad essi corrispondentiː con un'argomentazione dalla linea sfumata e relativistica che sembra in sintonia con il pensiero moderno e postmoderno, l'autore afferma che Epicuro  credeva che gli dei non avessero una costituzione o σύστασις come gli oggetti ordinari, che hanno una corrispondenza biunivoca con se stessi.  
Inoltre, difendendo Epicuro dall'accusa di ateismo, fa notare che riuscì a vivere ad Atene senza diventare il bersaglio della commedia o il bersaglio di cause legali, sicura testimonianza di una vita vissuta secondo la devozione del tempo. 